# 朱成鏻
定安悼隱王朱成鏻（1437年—1469年），明朝第一代定安王，代隐王朱仕㙻嫡第二子，母王妃杨氏。他在景泰元年（1450年）受封定安王。
朱成鏻的王府最初位于大同府内，后迁至别城忻州。
定安王品行不端，曾与长兄代惠王朱成鍊相互诬告，并因此被明宪宗下敕斥责。成化五年（1469年）薨，年三十三岁。谥悼隱。
朱成鏻生有三子：长子朱聪潏受封郡王长子；次子朱聪潜、三子朱聪漮皆封镇国将军。长子朱聪潏居喪失禮，停封。後卒。子孫遞以將軍、中尉奉祀，不襲郡爵。